# Sporter
Een sporter is iemand die aan sport doet. Dat kan incidenteel zijn (een recreatieve sporter), het kan ook iemands voornaamste levensvervulling zijn, zoals bij topsporters. Sporters kunnen ook verdeeld worden in georganiseerde sporters, die aangesloten zijn bij een sportvereniging, en ongeorganiseerde sporters, die bijvoorbeeld individueel of met een partner gaan hardlopen of in het park gaan voetballen. Een ander woord voor sporter is atleet; in de teamsporten en denksporten spreekt men ook vaak van spelers (zoals de leden van een voetbalelftal). Daarnaast worden sporters aangeduid aan de hand van de sport die ze beoefenen (badmintonner, biljarter, bobsleeër enz.).